# Quinto Orazio Flacco
Quinto Orazio Flacco, più noto semplicemente come Orazio (in latino Quintus Horatius Flaccus; Venosa, 8 dicembre 65 a.C. – Roma, 27 novembre 8 a.C.), è stato un poeta romano.

## Biografia

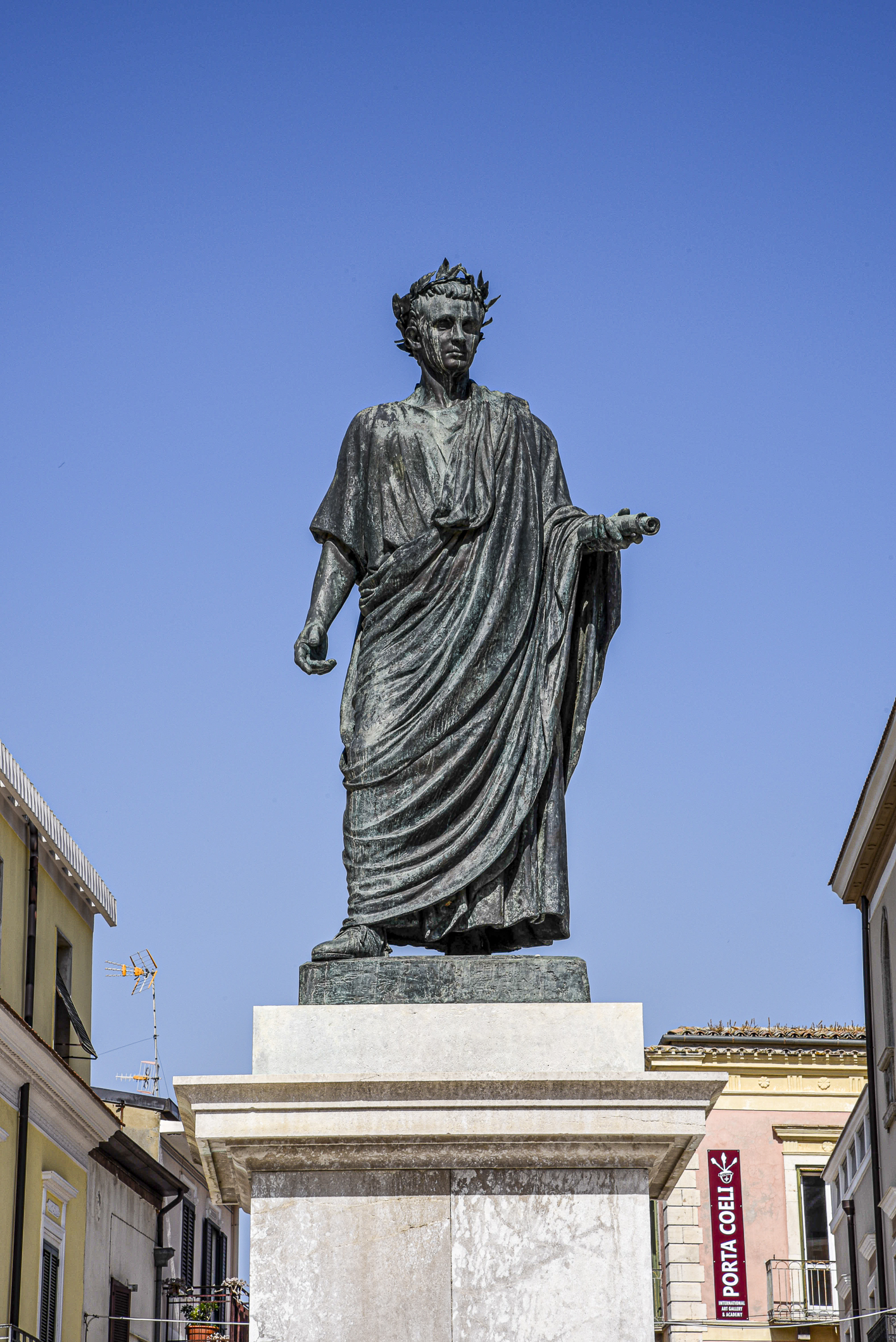
Statua di Orazio a Venosa, opera di Achille D'Orsi (1898)

Orazio nacque l'8 dicembre del 65 a.C. a Venosa, una colonia romana fondata in posizione strategica tra l'Apulia e la Lucania, allora in territorio dauno e attualmente in Basilicata. Era figlio di un fattore liberto che si trasferì successivamente a Roma per fare l'esattore delle aste pubbliche (coactor auctionarius), compito poco stimato, ma redditizio; il poeta era dunque di umili origini, ma di buona condizione economica.
Recepì le prime nozioni di favolistica dalla nutrice Pullia, che amava raccontare le fiabe. Dopo aver trascorso la fanciullezza nella terra natia, Orazio seguì un regolare corso di studi a Roma, sotto l'insegnamento del grammatico Orbilio e poi ad Atene, all'età di circa vent'anni, dove studiò greco e filosofia presso Cratippo di Pergamo. Qui entrò in contatto con la lezione epicurea, ma, sebbene se ne sentisse particolarmente attratto, decise di non aderire alla scuola. Sarà all'interno dell'ambiente romano che Orazio aderirà alla corrente, la quale gli permise di trovare un rifugio nell'otium contemplativo. Il poeta espresse la sua gratitudine verso il padre in un tributo nelle Satire (I, 6).
Dopo la morte di Giulio Cesare, quando scoppiò la guerra civile (44 a.C- 31 a.C), Orazio si arruolò nell'esercito di Bruto, nel quale il poeta incarnò il proprio ideale di libertà in antitesi alla tirannide imperante. Combatté come tribuno militare nell'esercito repubblicano comandato da Bruto nella battaglia di Filippi (42 a.C.), persa dai sostenitori di Bruto e vinta da Marco Antonio e Ottaviano. In questa battaglia Bruto e Cassio perirono, mentre Orazio si diede alla fuga dopo il secondo combattimento, come confessa egli stesso in una delle sue odi, nella quale dice che si era di già trovato in alcune altre azioni molto pericolose. Una lettura innovativa sulla sua partecipazione alla battaglia è stata proposta da Giuliano Pisani, un filologo classico della seconda metà del novecento, il quale sostiene che Orazio sia rimasto fedele agli ideali  della Res Publica, contrapposto ai populares di Cesare.
Nel 41 a.C. riuscì a ritornare in Italia grazie ad un provvedimento di amnistia e, appresa la notizia della confisca del podere paterno, si mantenne economicamente divenendo segretario di un questore (scriba quaestorius). In questo periodo cominciò a scrivere alcuni versi e satire che riuscirono a conferirgli nell'ambiente culturale romano anche una certa notorietà.
Nel 38 a.C. venne presentato a Gaio Cilnio Mecenate da Virgilio e Vario, probabilmente incontrati nel contesto delle scuole epicuree di Sirone, presso Napoli ed Ercolano. Dopo nove mesi Mecenate lo ammise nel suo circolo e da allora il poeta poté dedicarsi interamente alla letteratura, non si sposò mai e non ebbe figli. Già in questo periodo Orazio risulta debole a livello visivo, avendo nel frattempo contratto anche una congiuntivite.
Mecenate gli donò nel 33 a.C. un piccolo possedimento in Sabina, regione storica coincidente con l'attuale provincia di Rieti, le cui rovine sono ancora oggi visitabili nei pressi del comune di Licenza (RM). Il dono fu cosa molto gradita al poeta il quale, in perfetta osservanza del modus vivendi predicato da Epicuro, non amava particolarmente la vita cittadina, prediligendo anche in questo caso l'aura mediocritas, ovvero il giusto mezzo.
Con la sua poesia Orazio sostenne la figura e la politica dell'imperatore Ottaviano Augusto, il quale peraltro durante questo periodo lasciava una grande libertà compositiva ai suoi poeti (tendenza che sarebbe però stata invertita dopo la scomparsa di Mecenate: lo testimonia la vicenda biografica di Ovidio, il quale fu vittima di un provvedimento di esilio a Tomi, nell'odierna Costanza, in Romania, a causa, probabilmente, di un Carmen e di un error). Esempi di propaganda augustea e di elogio della pax conseguente, sono, a ogni modo, alcune Odi ed un importante Carmen saeculare, composto nell'anno 17 a.C. in occasione della ricorrenza dei Ludi Saeculares.
Caio Orazio Flacco morì il 27 novembre dell'8 a.C. all'età di 57 anni per un peggioramento delle condizioni di salute e fu successivamente sepolto sul colle Esquilino, accanto alla tomba del suo amico Mecenate, morto solo due mesi prima, nel settembre dello stesso anno.

## Il mondo poetico e concettuale di Orazio

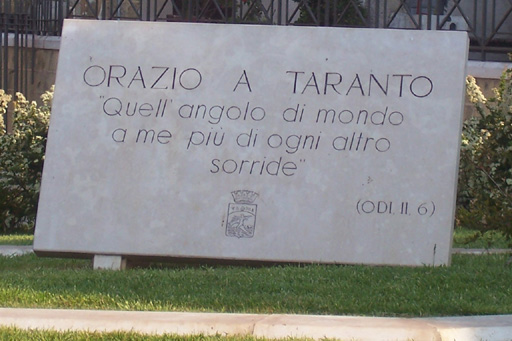
Placca a Taranto che reca inciso il verso di un'ode che Orazio dedicò alla città

Considerato uno dei maggiori poeti dell'età antica, nonché maestro di eleganza stilistica e dotato di inusuale ironia, seppe affrontare le vicissitudini politiche e civili del suo tempo da placido epicureo amante dei piaceri della vita, dettando quelli che per molti sono ancora i canoni dell'ars vivendi.
(Orazio, Odi, I, 11, 7-8)
(Orazio, Carmen saeculare.)
Si può riconoscere in molte delle occasioni, da cui Orazio trae spunto per i suoi componimenti, una funzione comunicativa: ma difficilmente essa si traduce in un mero fine encomiastico, nei confronti del circolo dei suoi potenti protettori, perché assai più spesso essa svolge la funzione di trasmettere al lettore (e ai posteri) un'esperienza concreta di socievolezza e di rapporti umani, da cui trarre un insegnamento o semplicemente una riflessione.
Convertitosi all'epicureismo, anch'egli alla ricerca di risposte sui grandi temi esistenziali, risposte che di fatto non troverà mai: il poeta sembra infatti non essere mai sfuggito all'angoscia della morte, percepita sempre come imminente. È interessante analizzare la visione che il poeta latino aveva dell'aldilà, in quanto è indubbiamente molto sincera: sebbene velata da una certa sicurezza, propria di quella "aurea mediocritas" di cui Orazio voleva essere esempio, in molteplici occasioni traspare una vena di malinconia, accompagnata da cupe note di lirismo e di elegia, che tradisce il suo reale stato interiore.
Orazio appare, a sprazzi, come quello che forse veramente era: un uomo che ha trovato nella vita il rifugio dalla morte, ma che in verità non è mai riuscito a curare del tutto la paura di essa, che preferisce fuggire piuttosto che combattere stoicamente. La sua personalità può quindi risultare, a una prima lettura, ambigua: tale ambiguità nasce dalla discordanza che talvolta si viene a creare tra l'immagine che Orazio voleva dare di sé, e la vera personalità del poeta che inevitabilmente trapela dalle righe: non a caso, come sostiene Ugo Enrico Paoli, "nulla [...] appare così difficile come penetrare nell'animo di Orazio". La rappresentazione dell'aldilà oraziano è comunque di forte stampo epicureo, e viene suggellata nel modo migliore nell'affermazione, non priva di una nota malinconica, espressa nell'Ode 7 del Libro IV (v. 16):

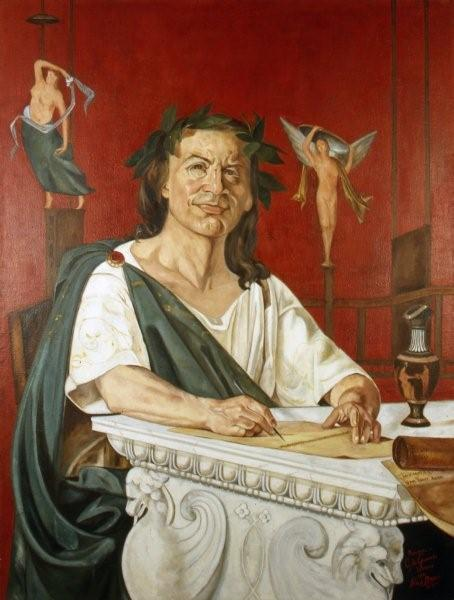
Quinto Orazio Flacco in un ritratto immaginario di Giacomo Di Chirico

In questa affermazione Orazio riesce a esprimere non solo il suo punto di vista sulla morte, ma anche l'angoscia che lo investe in vita, proprio in funzione del prossimo e certo annullamento dell'esperienza terrena. Dai versi di Orazio, quando il poeta parla della morte, risulta davvero difficile cogliere una nota di serenità, di gioia: il sentimento che invece predomina e che si identifica nella reazione psicologica del poeta di fronte alla morte, è una triste accettazione di un fatto naturale. In particolare questo sentimento viene espresso nell'Ode 14 del II libro, nella quale afferma (vv. 8 -12):
Questi versi ci esprimono quanto Orazio percepisse la morte cupa e fonte di grande turbamento: viene qui rappresentata come una palude (unda, parola che già nel suono anticipa il concetto che sta per essere espresso, e rafforza il simbolismo di cui è oggetto: palude=morte), a cui accosta l'aggettivo "triste" (tristi), che reca con sé anche un profondo senso di inevitabilità. La palude a cui allude Orazio è lo Stige: in questo caso, il riferimento mitologico ha valore simbolico, ed è funzionale non solo a esprimere il concetto della morte, ma anche a rendere più vivida ed espressiva la poesia. Invece scilicet (come è naturale) afferma un dato di fatto: l'inevitabilità della morte, alla quale non vi è modo di sfuggire. Questo concetto in realtà viene qui ripetuto, ma era già stato espresso all'inizio dell'ode:

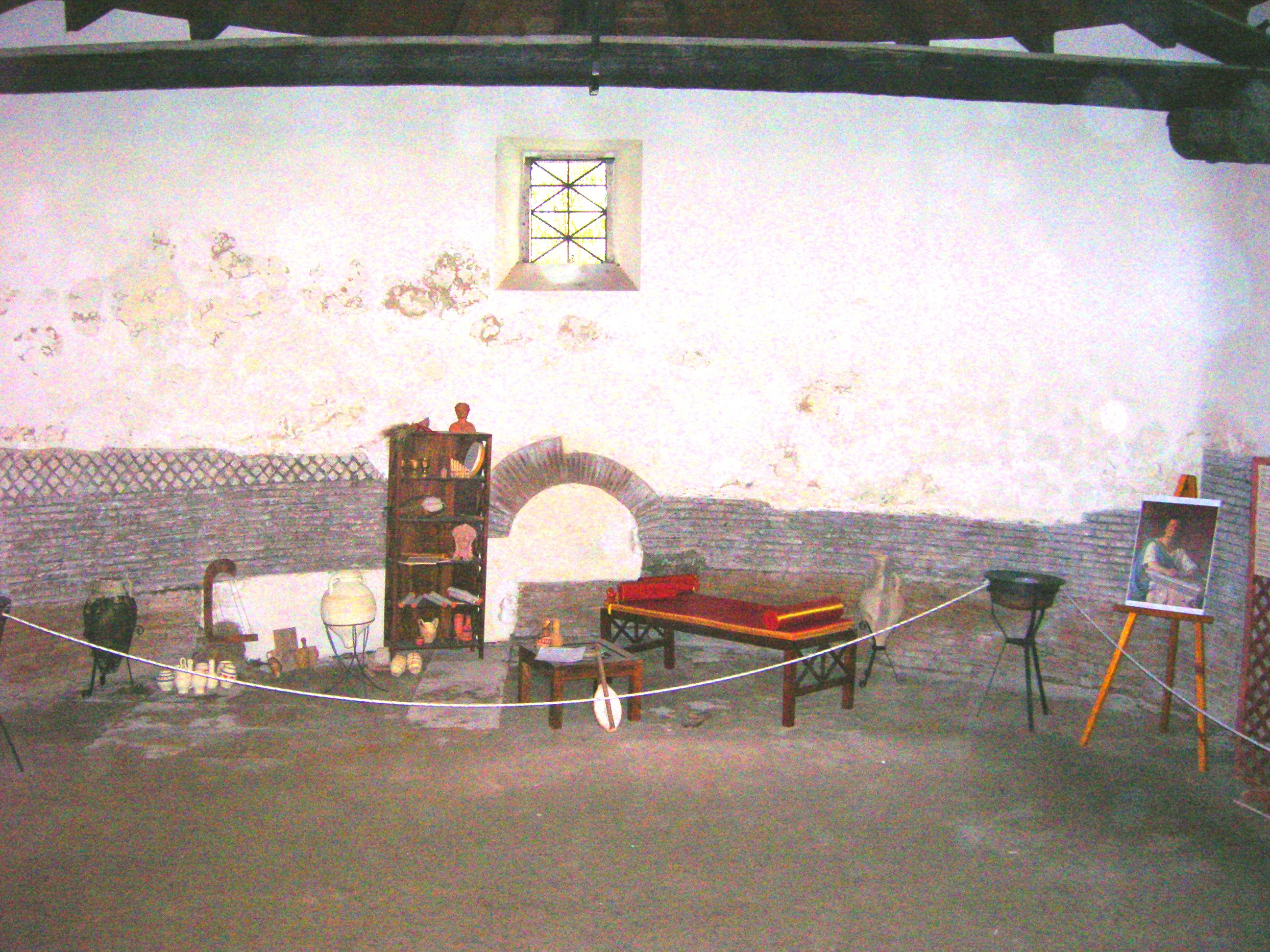
Venosa, interno della casa di Orazio

Inutile e vana è la religione, incapace di porre un rimedio (moram) all'incalzante vecchiaia e alla morte: questo è il punto di vista del poeta riguardo alla religione, e traduce un sentimento diffuso ed esteso a tutta la romanità del secolo. La religione è ormai incapace di dare spiegazioni sufficienti riguardo alla vita dopo la morte, il fervore religioso (pietas) non potrà salvare l'uomo dalla sua naturale condizione di mortale.
È davvero grande la differenza che corre tra l'attacco e la critica che Lucrezio aveva fatto nei confronti della religio, accusata di offuscare la ragione e di far nascere inutili tribolazioni e angosce, e questa, che suona più come una triste constatazione dell'incapacità di essere rasserenati da una religione nella quale non si riesce più a credere. Centrale nei versi 8-12 è il gerundivo enaviganda, che esprime pienamente l'inevitabilità e la certezza della morte, non senza una nota di cupa e profonda malinconia, già anticipata da tristi unda. Risulta già chiara da questi pochi versi la percezione che Orazio aveva della morte, percezione che spiega e motiva la sua scelta di vita: una vita caratterizzata dal godere del presente e delle poche gioie che la vita ci offre (identificabili principalmente nell'amicizia, nel convivio, nella pace interiore) e che ci consentono di vivere con serenità e stabilità. Orazio appare a tratti molto pessimista: la morte è sempre in agguato e la vita potrebbe finire in ogni momento; è meglio, quindi, non riporre le proprie speranze nel domani. Questa idea di brevità della vita (che ritroviamo anche in Catullo: brevis lux) è un ulteriore invito a godersi la vita il più possibile, concetto che ritroviamo in numerosi versi, come nell'Ode 11 del libro I:
Il tempo è in una fuga perpetua, che non lascia adito a speranze future: occorre sfruttare al massimo il tempo che ci è concesso, e considerare ogni momento che ci è dato come un dono, così come afferma nell'Ode 9, del libro I (vv.14-15: "...Quem Fors dierum cumque dabit, lucro/Adpone..."); la sua concezione della fuga temporis sarà un perfetto modello per un grande poeta italiano come Francesco Petrarca, che, dopo aver letto classici come Orazio, Seneca e Agostino, lamenterà, nel Canzoniere, la caducità del tempo e la sua essenza fuggitiva in liriche come La vita fugge, et non s'arresta un'ora, molto vicina alla poetica oraziana. È chiaro dai suoi versi quanto la visione della morte condizioni in modo netto l'esperienza di vita del poeta, che ci viene vivacemente descritta dalla sua poesia: la morte non è, al contrario di quanto si crede, un evento che ci attende alla fine del nostro percorso vitale, ma è qualcosa che ci lasciamo dietro ogni giorno e dietro ogni momento, che estingue e brucia, attraverso il tempo, tutto ciò che è.

## Opere

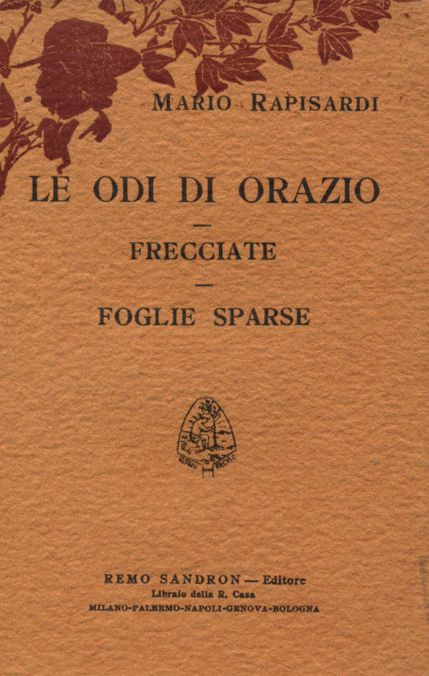
Le Odi di Orazio tradotte da Mario Rapisardi

Horatii Flacci Sermonum, 1577

- Epodi (Epodon libri o Iambi, come li definisce l'autore), 17 componimenti, composti a partire dal 42 a.C. e pubblicati nel 30 a.C.
- Satire (Saturae o Sermones, come le definisce l'autore), in due libri che comprendono 18 satire, scritte tra il 41 e il 30 a.C.: il I libro (10 satire) fu dedicato a Mecenate e pubblicato tra il 35 e il 33 a.C., mentre il II libro (8 satire) fu pubblicato nel 30 a.C. insieme agli Epodi.
- Odi (Carmina, come li definisce l'autore), in tre libri con 88 componimenti, pubblicati nel 23 a.C. Un quarto libro con altri 15 componimenti venne pubblicato intorno al 13 a.C.
- Epistole, in due libri. Il I libro comprende 20 lettere composte a partire dal 23 e pubblicate nel 20 a.C., con dedica a Mecenate, mentre il II libro, con tre lettere, scritto tra il 19 e il 13 a.C., comprende l'epistola ai Pisoni, o Ars Poetica in 476 esametri, che fu presa a canone per la composizione poetica nelle epoche successive.
- Carme secolare (Carmen saeculare), del 17 a.C., scritto per incarico di Augusto e destinato alla cerimonia conclusiva dei ludi saeculares.

## Eredità
Orazio è considerato dal classicismo uno dei più importanti poeti latini, citato ad esempio anche nell'Inferno di Dante nel Limbo, al verso 89 del canto IV.
Molte delle sue frasi sono diventate modi di dire ancora in uso: esempi sono carpe diem, nunc est bibendum e aurea mediocritas, oltre che Odi profanum vulgus, et arceo, e, recentemente, gli è stato intitolato anche un cratere sulla superficie di Mercurio.

## Edizioni

### Opere in latino
- (LA) Quinto Orazio Flacco, [Opere], Francofurti ad Moenum, Ex officina typographica Andreae Wecheli, 1577.
- (LA) Quinto Orazio Flacco, [Opere. Poesia], Francofurti ad Moenum, Ex officina typographica Andreae Wecheli, 1577.

### Opere tradotte in italiano
- Enzo Mandruzzato (a cura di), Odi ed epodi. Testo latino a fronte, collana Classici greci e latini, Milano, BUR, 1985, ISBN 978-88-17-16513-6.
- Gavino Manca (a cura di), Cinque satire sulla saggezza del vivere, collana Collezione di poesie, Torino, Einaudi, 1991, ISBN 978-88-17-16513-6.
- Tito Colamarino e Domenico Bo (a cura di), Opere. Testo latino a fronte, collana Classici latini, Torino, UTET, 2015, ISBN 978-88-51-12756-5.
- Ugo Dotti (a cura di), Epistole-Ars poetica. Testo latino a fronte, collana Universale economica. I classici, Milano, Feltrinelli, 2015, ISBN 978-88-07-90211-6.
- Donatella Puliga (a cura di), con introduzione di Maurizio Bettini, Poesia classica latina. Testo latino a fronte, La biblioteca di Repubblica, Einaudi, Torino, 1990, rist. 2004, pp. 331–367.
- Enzio Cetrangolo, Carmi, Sansoni, Firenze, 1960.